# Microrregión de Governador Valadares
La microrregión de Governador Valadares es una de las microrregiones del estado brasileño de Minas Gerais perteneciente a la mesorregión Valle del Río Doce. Su población fue estimada en 2006 por el IBGE en 407.815 habitantes y está dividida en 25 municipios. Posee un área total de 11.327,403 km².

## Municipios
- Alpercata
- Campanário
- Capitán Andrade
- Coroaci
- Divino de las Laranjeiras
- Ingeniero Caldas
- Fernandes Tourinho
- Fray Inocêncio
- Galileia
- Gobernador Valadares
- Itambacuri
- Itanhomi
- Jampruca
- Marilac
- Mathias Lobato
- Nacip Raydan
- Nueva Módica
- Pescador
- Son Geraldo de la Piedad
- Son Geraldo del Baixio
- São José de la Safira
- São José do Divino
- Sobrália
- Tumiritinga
- Virgolândia

- Datos: Q2256888